# François Maniquet
François Maniquet (né à Namur, le 3 décembre 1965) est un économiste belge, professeur à l'UCLouvain.
En 2010, il est lauréat du prix Francqui pour ses travaux sur l'économie juste,.
Parallèlement à sa carrière universitaire, François Maniquet est également acteur et a joué dans plusieurs films.

## Biographie
François Maniquet a étudié aux Facultés universitaires Notre-Dame de la Paix de Namur, où il obtient successivement sa licence (1988), puis son titre de docteur (1994) en sciences économiques et agrégé de l'enseignement supérieur (2004). Depuis 2005, il est professeur à l'UCLouvain et membre du Center for Operations Research and Econometrics (CORE) de cette même université. Depuis 2008, il est également professeur à temps partiel à l'université de Warwick, au Royaume-Uni.
François Maniquet mène également une activité de comédien amateur. Il a notamment joué dans plusieurs films belges du réalisateur belge Xavier Diskeuve (La chanson-chanson, Mon cousin Jacques).

## Filmographie

### Courts métrages
- La Chanson-chanson, de Xavier Diskeuve (2002)
- Mon cousin Jacques, de Xavier Diskeuve (2004)
- Révolution, de Xavier Diskeuve (2006)
- I Cannes get no, de Xavier Diskeuve (2009)
- Le Con (2009)
- Le Négociant, de Joachim Weissmann
- Les Amateurs, de Jules Eerdekens

### Longs métrages
- 2005 : J'aurais voulu être un danseur d'Alain Berliner : (non crédité)
- 2014 : Jacques a vu de Xavier Diskeuve

## Multimédia
- Rencontre entre Éric Lambin et François Maniquet autour de la recherche et de leur expérience de chercheur, menée par François de Callataÿ. Fichier audio, site de l'Académie royale de Belgique.

## Publications
- (en) Social orderings and the evaluation of public policy, vol. 117, Cairn.info, coll. « Revue d'économie politique », janvier 2007 (lire en ligne)
- Nécessité et dangers de la formalisation en économie, t. XLI, Cairn.info, coll. « Reflets et perspectives de la vie économique », avril 2002 (DOI 10.3917/rpve.414.0033, lire en ligne), p. 33-38
- L'équité en environnement économique, Revue économique. Volume 50, n°4, Persée, 1999 (lire en ligne), p. 787-810
- (en) François Maniquet et Yves Sprumont, « Efficient strategy-proof allocation functions in linear production economies », Cahier (Université de Montréal. Centre de recherche et développement en économique), Bibliothèque et Archives Canada, no 9806,‎ 15 mai 1998 (lire en ligne)

## Distinctions
- Officier du Mérite wallon (O.M.W.) 2014
- Grand officier de l'ordre de Léopold (en 2023)[4];

## Récompenses
- 2004 : Meilleur jeune espoir masculin (Prix du Public) au Festival Jean Carmet de Moulins